# 坦坎山 (秘魯)
9°52′19″S 77°03′43″W / 9.87194°S 77.06194°W
坦坎山（Tankan），是秘魯的山峰，位於該國北部安卡什大區，由阿基亞區和瓦良卡區負責管轄，屬於瓦良卡山脈的一部分，海拔高度5,162米。